# Have Yourself a Merry Little Christmas
Have Yourself a Merry Little Christmas är en julsång med musik och text av Hugh Martin och Ralph Blane. En inspelning av Judy Garland till filmen Vi mötas i St. Louis 1944 gjorde melodin berömd.
I filmen sjungs sången av rollfiguren Esther (spelad av Judy Garland) för sin lillasyster.
Hårdrocksgruppen Twisted Sister har också spelat in melodin, på sitt julalbum A Twisted Christmas från 2006.
Det finns en svenskspråkig version av sången vid namn "Det är dags att tända alla ljusen", dess text är skriven av Monica Forsberg och har spelats in av Lasse Berghagen 2004 på albumet Jul i vårt hus.

## Inspelningar
- 1960 – Ella Wishes You a Swinging Christmas med Ella Fitzgerald (spår 3)
- 1992 – White Christmas med Rosemary Clooney (spår 2)
- 1999 – Home for Christmas med Anne Sofie von Otter (spår 11)
- 2005 – Christmas Songs med Diana Krall (spår 8)
- 2009 – Christmas in the Heart med Bob Dylan (spår 9)

### Fotnoter
1. ↑  Henrik Svahn (16 december 2019). ”Have Yourself a Merry Little Christmas”. Svenska Yle. https://svenska.yle.fi/artikel/2016/12/16/svenska-yles-serie-om-julmusik-have-yourself-merry-little-christmas. Läst 24 december 2019.
2. ↑  ”Jul i vårt hus”. Svensk mediedatabas. 23 juni 2004. https://smdb.kb.se/catalog/id/002020330. Läst 21 december 2010.